# Shenzhen Special Zone Press Tower
Shenzhen Special Zone Press Tower es un rascacielos de 262 m (860 pies) de altura situado en el distrito de Futian, Shenzhen, China. La torre fue completada en 1998 y tiene 47 plantas sobre el terreno y 3 plantas subterráneas. 
El edificio es el 69.º edificio más alto del mundo midiendo la altura de detalle arquitectónico, y el quinto más alto de Shenzhen.
La azotea se sitúa a 187 metros de altura, y el techo principal a 167 metros, por encima de la cortina de cristal curvada. 